# Rowan Atkinson
Rowan Sebastian Atkinson CBE (n. 6 ianuarie 1955, Consett, Anglia, Regatul Unit) este un actor și comic britanic, devenit celebru prin personajul Mr. Bean. A fost ales de The Observer ca unul dintre cei mai amuzanți 50 actori din comedie britanică, și printre cei mai buni 50 de actori de comedie din toate timpurile, într-un sondaj din 2005 despre comedianți.
Atkinson a studiat inginerie electrică la Universitatea din Newcastle iar apoi la Oxford (Queen's College), începându-și cariera de actor comic la Edinburgh Festival Fringe. Este căsătorit și are doi copii. Cel mai important hobby al său îl reprezintă automobilele. A scris pentru revista engleză Car și deține vehicule de curse.

## Filmografie

### Seriale
A început prin mai multe seriale de comedie, printre care:
- Not the Nine O'Clock News (1979-1982)
- Blackadder (1983, 1986–1989)
- Mr. Bean (1989-1995)
- Funny Business (1992), un documentar despre puterea comediei
- The Thin Blue Line (1995-1996)
- show-urile anuale Red Nose Day ale Comic Relief (în special în skiltul Doctorului Who din transmisiunea din 1999).
- Man vs. Bee (2022)

### Filme

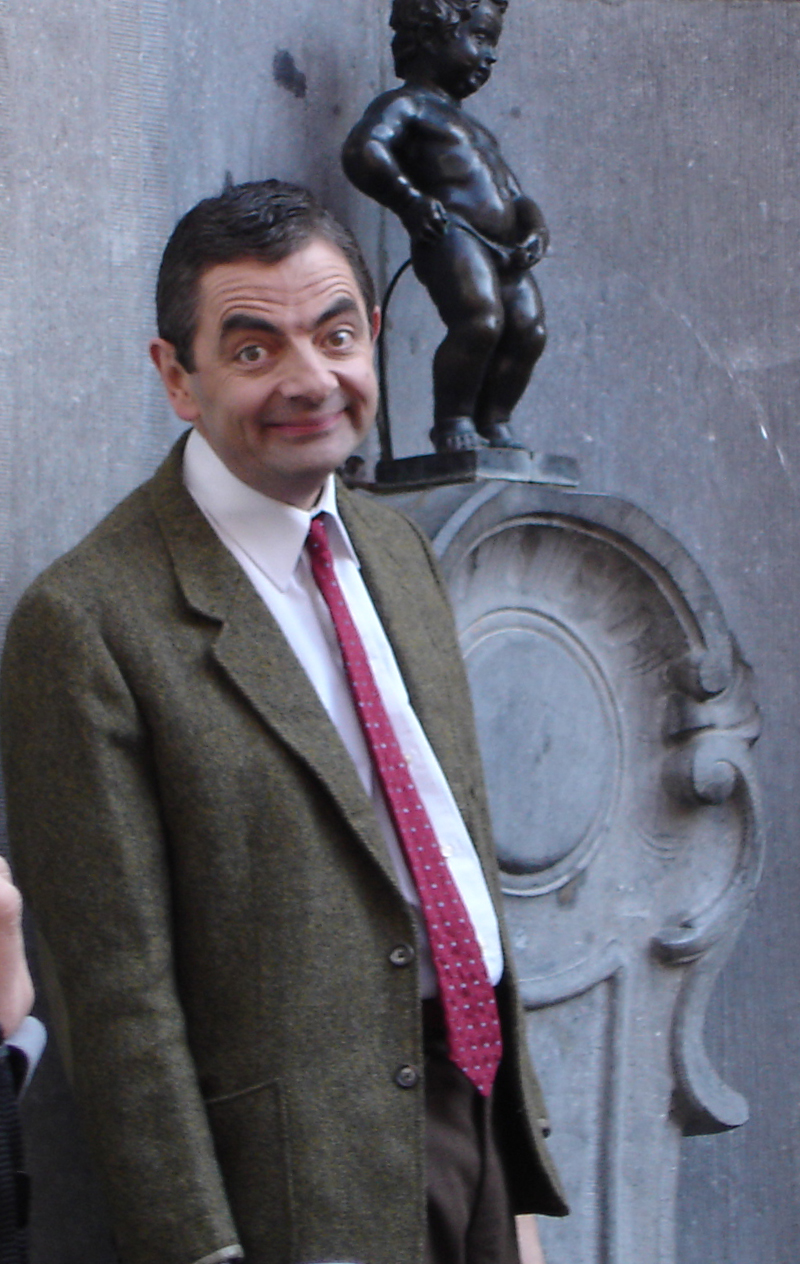
Rowan Atkinson ca Mr. Bean, în Bruxelles, lângă Manneken Pis

- Niciodată să nu spui niciodată (1983)
- The Appointments of Dennis Jennings (1989)
- The Tall Guy (1989)
- Vrăjitoarele (1990)
- Formidabilul 2 (1993)
- Patru nunți și o înmormântare (1994)
- Regele Leu (1994), vocea lui Zazu
- Bean - O comedie dezastru (1999)
- Cursa nebunilor (2001)
- Scooby-Doo (2002), Mondovarius
- Johnny English (2003), Johnny English
- Pur și simplu dragoste (2003), Rufus
- O dădacă plină de surprize (2005), Reverend Walter Goodfellow
- Vacanța lui Mr. Bean (2007), Mr. Bean
- Johnny English Renăscut (2010), Johnny English[13]
- Maigret sets a trap (2016), Maigret
- Johnny English lovește din nou (2018), Johnny English